# Río Yacuí

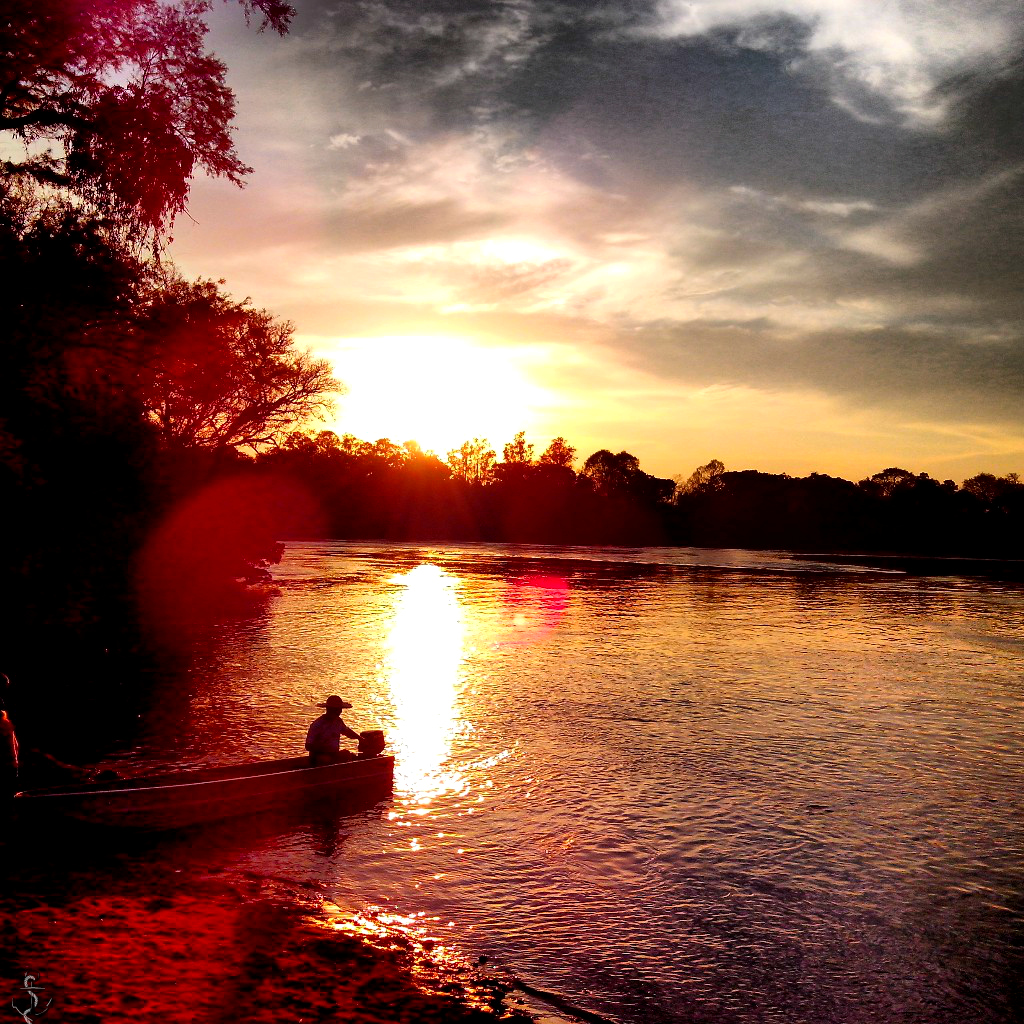
Atardecer en el Yacuí, en el municipio de Agudo

El río Yacuí (en portugués: rio Jacuí) es un río de Brasil que discurre íntegramente por el estado de Río Grande del Sur. Desagua en el lago Guaíba e, hidrográficamente, pertenece a la región hidrográfica del Atlántico Sur. Tiene una longitud de 790 km (que lo sitúan entre los 40 ríos más largos del país) y drena una cuenca de 73 000 km² (mayor que países como Sierra Leona (117.º) Irlanda (118.º) y Georgia (119.º)).

## Nombre
El origen del nombre es evidentemente una palabra compuesta del idioma guaraní y significaría "agua –o río– de las pavas", ya que yacu es el nombre guaraní de las pavas de monte sudamericanas, mientras que la partícula "í" o "y" significa agua (y por extensión: río, cascada, humedal) en ese mismo idioma.

## Curso
En el municipio de Triunfo recibe al río Taquari (187 km), aumentando así el volumen de sus aguas.
Desagua en el delta del Yacuy, un conjunto de canales, islas y pantanos, a partir de la cual se forma el lago Guaíba. Las aguas que forman el Yacuy, a partir de Guaíba siguen para el laguna de los Patos y de ahí, al océano Atlántico.
El río Yacuy es navegable, desde el lago Guaíba hasta la ciudad de Cachoeira do Sul (capital brasileña del arroz) en la altura de Ponte Barragem do Fandango. Sus principales afluentes son los ríos Vacacaí (330 km), Pardo (250 km) (que desagua en la ciudad de Río Pardo), Iruí, Botucaraí, Piquirí (próximos a Cachoeira do Sul). El río es de vital importancia para el estado y para los municipios en que pasa. El Yacuy, además, sustenta también a las familias que dependen de la pesca y de la extracción de arena, entre otras actividades. Las matas que acompañan sus márgenes presentan gran diversidad de flora y fauna, entre algunas especies el gato montés, el cerdo, el martín pescador y, en sus aguas, peces como el pintado, la traíra o el dorado, entre otros.
El río Yacuy también pasa por la ciudad de Salto do Jacuí, capital de la energía eléctrica, donde está uno de los mayores embalses de Río Grande del Sur.